# Würselen
Würselen település Németországban, azon belül Észak-Rajna-Vesztfália tartományban. Lakosainak száma 38 750 fő (2023. december 31.). Würselen Aachen, Eschweiler és Herzogenrath községekkel határos.

## Közigazgatás
1972-ben Broichweident éc Bardenberget beolvasztattak Würselenbe.
| | \| Würselen: - Bissen - Dobach - Elchenrath - Grevenberg - Markt-Preck - Morsbach - Oppen-Haal - Scherberg - Schweilbach - Teut-Siedlung \| Broichweiden: - Broich - Euchen - Linden-Neusen - St. Jobs - Vorweiden - Weiden - Wersch \| Bardenberg: - Pley - Bardenberg \| |                                 |
| Würselen: - Bissen - Dobach - Elchenrath - Grevenberg - Markt-Preck - Morsbach - Oppen-Haal - Scherberg - Schweilbach - Teut-Siedlung | Broichweiden: - Broich - Euchen - Linden-Neusen - St. Jobs - Vorweiden - Weiden - Wersch | Bardenberg: - Pley - Bardenberg |

## Története
1987 és 1998 között a település polgármesteri tisztségét Martin Schulz töltötte be.

## Würseleni sportolok
- Josef „Jupp“ Derwall (1927–2007)
- Nadine Capellmann (* 1965)
- Torsten Frings (* 1976)
- Yannick Gerhardt (* 1994)

## Népesség
A település népességének változása:
| Lakosok száma | 38 823 | 38 934 | 38 712 | 38 480 | 38 598 | 38 750 |
|               | 2016   | 2017   | 2019   | 2021   | 2022   | 2023   |